# Aluste
Aluste – wieś w Estonii, w prowincji Parnawa, w gminie Vändra.